# Idalus coacta
Idalus coacta är en fjärilsart som beskrevs av Paul Dognin 1902. Idalus coacta ingår i släktet Idalus och familjen björnspinnare. Inga underarter finns listade i Catalogue of Life.